# آلبرت ام.چان
آلبرت ام.چان (به انگلیسی: Albert M. Chan) (زاده ۱ اکتبر ۱۹۷۵) بازیگر و کارگردان کانادایی است.
از فیلم‌های معروف او می‌توان به فیلم ارواح دوست دخترهای سابق اشاره کرد.